# Bitis arietans
Bitis arietans este o specie de șerpi din genul Bitis, familia Viperidae, descrisă de Blasius Merrem în anul 1820.

## Subspecii
Această specie cuprinde următoarele subspecii:
- B. a. arietans
- B. a. somalica